# Tystnaden (TV-serie)
Tystnaden är en kommande svensk dramaserie som är en fristående fortsättning på TV-serien Gaslight från 2023. Serien är, precis som Gaslight, regisserad av Therese Lundberg som också skrivit manus.

## Handling
Serien handlar om Linus som en dag försvinner spårlöst. Fyra av hans närmsta vänner, däribland Nora, möts upp för att leta och försöka förstå vad som kan ha hänt.

## Rollista (i urval)
- Julia Heveus – Nora
- Otto Fahlgren – Linus
- Ulf Stenberg
- Molly Nutley
- Oskar Laring

## Produktion
Serien är producerad av Art & Bob, i samproduktion med SVT och Filmpool Nord. Den började spelas in i slutet av mars i Norrbotten.